# Province de Ciego de Ávila
La province de Ciego de Ávila est une des provinces de Cuba. Cette province a été créée en 1976, en séparant une partie de la province de Camagüey. Elle a pour capitale Ciego de Ávila.

## Géographie
La côte nord est composée de bancs de sable. Ces îles ont été développées grâce au tourisme et tout particulièrement les îles de Cayo Coco et Cayo Guillermo. La côte sud est composée de mangroves.
On trouve entre la ville de Morón et la côte du nord plusieurs lacs, y compris la Laguna de Leche (le « lagune de lait », avec son aspect blanc en raison de grands gisements de chaux sous-marins) qui est plus grand lac naturel de Cuba.
La province est traversée par la Carretera Central, le grand axe routier de l'île de Cuba.
Le centre de la province se consacre principalement à l'élevage du bétail ; ailleurs on cultive la canne à sucre, l'ananas et les agrumes.

## Subdivisions
La province de Ciego de Ávila est subdivisée en 10 municipalités :
1. Baraguá (Gaspar)
2. Bolivia
3. Chambas
4. Ciego de Ávila
5. Ciro Redondo
6. Florencia
7. Majagua
8. Morón
9. Primero de Enero
10. Venezuela